# Aphiloscia cunningtoni
Aphiloscia cunningtoni är en kräftdjursart som först beskrevs av Stebbing 1908.  Aphiloscia cunningtoni ingår i släktet Aphiloscia och familjen Philosciidae. Inga underarter finns listade i Catalogue of Life.